# Gelastocephalini
Los gelastocefalinos (Gelastocephalini) son una tribu de insectos hemípteros del suborden Archaeorrhyncha. Tiene los siguientes géneros.

## Géneros
- Aubirestus - Balyadimetopia - Barbonia - Candicarina - Carolus - Corylonga - Fletcherolus - Gelastocaledonia - Gelastocephalus - Gurrundus - Guttala - Hartliebia - Holgus - Larivierea - Lipsia - Melanoclypeus - Novotarberus - Payastylus - Rokebia - Ronaldia - Schuerrera - Wernindia - Yarnikada y tres más[1]